# Hypodoxa erebusata
Hypodoxa erebusata là một loài bướm đêm trong họ Geometridae.